# Transkriptionsfaktor

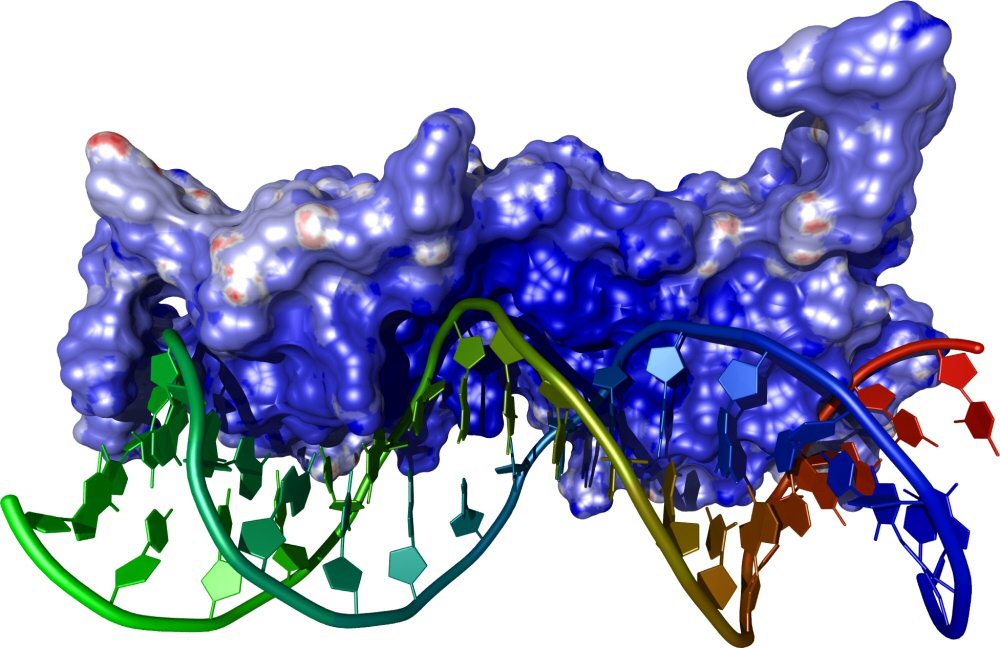
DNA-bindende Domäne eines Glucocorticoid – Rezeptors aus Rattus norvegicus mit passendem DNA-Fragment

Ein Transkriptionsfaktor ist in der Molekularbiologie ein Protein, das für die Initiation der RNA-Polymerase bei der Transkription von Bedeutung ist. Außerdem kann es bei der Regulation der Elongation und Termination beteiligt sein. Transkriptionsfaktoren können an die DNA binden und den Promotor aktivieren oder reprimieren. Es gibt auch Transkriptionsfaktoren, die nicht direkt an die DNA, sondern zum Beispiel an andere DNA-bindende Proteine binden. Es werden allgemeine (basale) und genspezifische Transkriptionsfaktoren unterschieden.

## Allgemeine Transkriptionsfaktoren
Allgemeine Transkriptionsfaktoren als Untereinheiten der zur Transkription benötigten Proteinkomplexe übernehmen verschiedene Aufgaben und binden dabei entweder direkt an die DNA, zum Beispiel an allgemeine Motive wie Promoterelemente (etwa die TATA-Box), an die RNA-Polymerase oder an andere Proteine des Präinitiationskomplexes.
Diese „basalen“ Transkriptionsfaktoren treten stets als Komplexe mit anderen Proteinen auf. Durch das Binden an die DNA stellen sie eine Art „Plattform“ für die RNA-Polymerase her, die Polymerase bindet an die Plattform, und die Transkription wird initiiert. Transkriptionsfaktoren sind in ihrer Struktur divers und haben unterschiedliche Aufgaben. Einige besitzen Bindestellen für wichtige Regulatoren (z. B. für Antiterminatoren), andere haben Proteinkinase-Funktionen oder zeigen Helicase-Aktivität (z. B. TAF250-TFIID). Sie sind ubiquitär, d. h. in allen Zellen eines Organismus gleichmäßig vorhanden, und haben an der spezifischen Genregulation meist keinen Anteil.

## Spezifische Transkriptionsfaktoren
Spezifische Transkriptionsfaktoren vermitteln der Polymerase, welches Gen transkribiert werden soll. Sie sind daher nur in den Zellen vorhanden, in denen das Gen, das sie regulieren, aktiviert (oder je nach dem auch reprimiert) werden soll. Die DNA-Bereiche, an die sie binden, haben eine spezifische Sequenz (sog. cis-Elemente wie Enhancer oder Silencer), die von dem Transkriptionsfaktor erkannt und gebunden wird. Spezifische Transkriptionsfaktoren werden meistens durch Proteinkinasen aktiviert. Die Aktivierung ist das Ende einer langen Signalübermittlungskette, die durch einen Rezeptor ausgelöst wird.
Aktivatoren funktionieren nach zwei Prinzipien:
1. Sie binden den RNA-Polymerasekomplex. Dies verleiht der Polymerase eine höhere Bindungs-Affinität zu dem aktivierten Promoter, dieser wird also nun verstärkt gebunden, beziehungsweise die Promoterstärke wird erhöht (maximal eine Initiation pro Sekunde), und die nachfolgende proteincodierende Sequenz wird verstärkt exprimiert.
2. Sie haben Histon-Acetyl-Transferase-Funktion oder rekrutieren solche. Durch die Acetylierung von Histonen wird das Chromatin aufgelockert, wodurch die RNA-Polymerase besser Zugang zur DNA bekommt. Sie kann daher besser an diese binden und damit auch effizienter transkribiert werden.

Repressoren funktionieren nach einem umgekehrten Prinzip, Histon-Deacetylasen führen zu einer dichteren Verpackung der DNA, und durch die Blockade von Polymerasebindestellen folgt das Absenken der Bindungs-Affinität.
Eine komplexe Regulation kommt durch das netzwerkartige Zusammenspiel der vielen verschiedenen Transkriptionsfaktoren zustande.
Die Aktivität von Transkriptionsfaktoren wird bestimmt durch deren Regulation.
Reguliert wird durch
- Bindung von Liganden (Steroidhormone, Gase, Estrogene, Vitamine, Schilddrüsenhormone)
- Phosphorylierungen (Kinasen, Phosphatasen)
- Sumoylierung
- Acetylierung
- Reifung (Domänen von in der Membran verankerten Rezeptoren)
- Konzentration (niedrige Konzentrationen aktivieren, hohe hemmen die Reaktion)
- DNA-Bindung
- Bindung von Co-Faktoren (Bindung von Co-Faktoren aktiviert oder hemmt die Transkription)
- Bildung von Heterodimeren (nur Komplexe aktivieren Promoter)
- Blockade der DNA-Bindungsstelle (Ligand am gebundenen TF verhindert Transkription)
- Verdrängung von der DNA-Bindestelle (Repressoren verhindern Bindung von aktivierenden TF)
- Konditionierung (Reihenfolge der Interaktionen)

## Typen von Transkriptionsfaktoren
Unterschiedliche Typen nach Jochen Graw:
- Helix-turn-helix-Transkriptionsfaktoren
- Homöodomänen-Transkriptionsfaktoren
- Helix-loop-helix-Transkriptionsfaktoren
- Zink-Finger-Transkriptionsfaktoren
- Leucin-Zipper-Transkriptionsfaktoren

Transkriptionsfaktoren können auch anhand ihrer Sensorfunktionen klassifiziert werden. Beispiele hierfür sind Retinsäurerezeptoren, Östrogenrezeptoren, Gasorezeptoren usw.

### Beispiele für spezifische Transkriptionsfaktoren
- NF-AT
- NF-κB
- p53
- STAT
- CREB
- CREB 2 (ATF-4)
- Myogenin
- Cdx-Proteine
- Ap1
- Estrogenrezeptoren